# Baeognatha turanica
Baeognatha turanica är en stekelart som beskrevs av Kokujev 1903. Baeognatha turanica ingår i släktet Baeognatha och familjen bracksteklar. Inga underarter finns listade.